# Paweł Słowiński

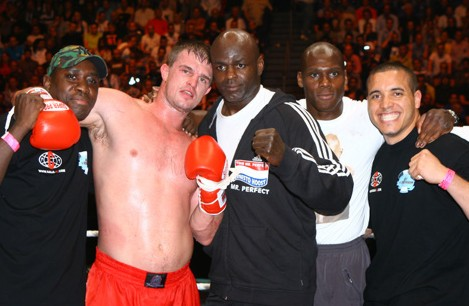
Słowiński z trenerami po zwycięstwie w K-1 GP Europy: (od lewej) Orlando Gemerts, Paweł Słowiński, Ernesto Hoost (2007)

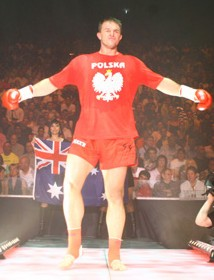
Wejście do ringu (2007)

Paul "The Sting" Slowinski, właśc. Paweł Słowiński (ur. 24 września 1980 w Strzegomiu) – polski kick-boxer i zawodnik muay thai reprezentujący Australię. Wielokrotny mistrz świata w muay thai. Najbardziej utytułowany Polak walczący w formule K-1. Jego głównym atutem były niskie kopnięcia. Walczył zawodowo w latach 2001-2015. Pod koniec kariery rywalizował także w mieszanych sztuk walki.

## Kariera w kick-boxingu
Paweł Słowiński urodził się i wychował na Dolnym Śląsku. W wieku 15 lat wyjechał wraz z matką i bratem do Australii. Osiedli w Adelaide, gdzie Słowiński zetknął się po raz pierwszy z muay thai. Jego pierwszym trenerem został Alan Wong.
W 1999 roku Słowiński został amatorskim mistrzem Australii i został powołany do kadry Australii na prestiżowy turniej muay thai King's Cup w Bangkoku. Wygrał tam wszystkie 7 walk, zdobywając złoty medal w swojej kategorii.
W latach 1999–2005 mieszkał i trenował w Tajlandii. W 2001 roku przeszedł na zawodowstwo i zdobył swój pierwszy pas mistrza świata organizacji WMC. Rok później dwukrotnie pokonał przez nokaut słynnego tajskiego zawodnika muay thai Nokweeda Davy'ego, który na następne cztery lata został jego trenerem (obok Wonga). W 2003 roku Słowiński zdobył mistrzostwo świata WMC w kategorii ciężkiej.
W 2003 roku zadebiutował w K-1 w World Grand Prix Oceanii. Przegrał przez nokaut z Mitchem O'Hello. Rok później w tym samym turnieju odpadł w półfinale wskutek porażki z Peterem Grahamem. Równolegle do kariery w K-1 Słowiński kontynuował starty w muay thai. W 2004 roku zrezygnował z mistrzostwa świata w wadze ciężkiej, aby walczyć z Jörgenem Kruthem o pas w wadze superciężkiej. Przegrał ze Szwedem przez decyzję. W 2005 roku wygrał turniej Grand Prix WMC w kategorii ciężkiej i odzyskał mistrzostwo świata w tej wadze.
W 2006 roku Słowiński odniósł swój pierwszy poważny sukces w K-1. Wygrał World Grand Prix w Auckland, co było przepustką do występu w walce eliminacyjnej do Finału K-1 WGP w Tokio. Zmierzył się w niej z Brazylijczykiem Glaube Feitosą. Pomimo porażki Słowiński wystąpił w Finale w walce pokazowej przeciwko Badrowi Hari (przegrał przez decyzję).
W 2006 roku zdobył także mistrzostwo świata WMC w wadze superciężkiej, nokautując najpierw w walce eliminacyjnej Abdumalika Gadzieva, a potem pokonując na punkty w pojedynku o tytuł Xhavita Bajramiego.
W 2007 roku rozstał się, po 9-letniej współpracy, z Alanem Wongiem i wyjechał do Holandii, aby trenować w amsterdamskim klubie czterokrotnego mistrza K-1 Ernesto Hoosta. Już pod okiem nowego trenera w znakomitym stylu (nokautując wszystkich rywali) zdobył swój drugi tytuł K-1 – Grand Prix Europy 2007 w Amsterdamie. Dzięki temu sukcesowi we wrześniu 2007 roku znów walczył o miejsce w finale K-1 WGP, ponownie bez powodzenia – został znokautowany w pierwszej rundzie walki z aktualnym mistrzem K-1 Semmym Schiltem. Mimo to, został wybrany do walki rezerwowej w Finale WGP. Zmierzył się w niej z Amerykaninem Mighty Mo, którego znokautował niskimi kopnięciami.
Pierwszą walkę w Polsce Słowiński stoczył 28 czerwca 2008 roku podczas Mistrzostw Europy Muay Thai w Zgorzelcu. W obronie pasa mistrza świata WMC w kategorii superciężkiej pokonał Antonina Duška przez TKO.
W sierpniu 2008 roku na Hawajach (K-1 WGP in Hawaii) stoczył dramatyczny bój z Marokańczykiem Azizem Jahjah. Walka w drugiej rundzie przerodziła się w chaotyczną wymianę ciosów, po której najpierw liczony był Polak, potem Marokańczyk i w końcowych sekundach rundy znów Słowiński. W ostatniej, trzeciej rundzie, Paweł ruszył do zdecydowanego ataku na opadającego z sił Jahjah i posłał go trzykrotnie na deski, wygrywając przez nokaut. Walka ta przesądziła o przyznaniu Polakowi dzikiej karty, umożliwiającej występ w turnieju Final 16 w Seulu. Przeciwnikiem w walce, której stawką był awans do Finału WGP 2008, był Remy Bonjasky. Pojedynek był wyrównany, jednak sędziowie niejednogłośną decyzją przyznali zwycięstwo Holendrowi. Podczas Finału WGP 2008 po raz kolejny otrzymał szansę występu w walce rezerwowej. Przegrał z Melvinem Manhoefem przez nokaut w pierwszej rundzie.
W czerwcu 2009 roku znokautował na gali Champions of Champions 2 w Montego Bay reprezentanta Francji Patrice'a Quarterona w kolejnej obronie pasa mistrza świata muay thai WMC w wadze superciężkiej. W październiku tryumfował również nad Benem Edwardsem, mistrzem ISKA w wadze superciężkiej. W listopadzie przegrał jednak przez decyzję z mistrzem świata WMC w wadze ciężkiej, Thorem Hoopmanem, a trzy miesiące później z wschodzącą gwiazdą holenderskiego kick-boxingu, Hesdym Gergesem. W międzyczasie zakończył też współpracę z Ernesto Hoostem.
Do K-1 WGP powrócił po ponad rocznej przerwie w marcu 2010 roku, występując w walce wieczoru podczas K-1 World GP w Warszawie. Znokautował wtedy Konstantīnsa Gluhovsa w drugiej rundzie (w pierwszej sam był liczony). W lipcu po raz czwarty w karierze wystartował w GP Oceanii. Znokautowawszy dwóch pierwszych rywali, doszedł do finału turnieju, w którym zmierzył się w walce rewanżowej z Edwardsem. Przegrał z nim przed czasem w pierwszej rundzie na skutek 3 kolejnych nokdaunów.
20 sierpnia 2011 roku zmierzył się po raz trzeci w swojej karierze z Peterem Grahamem. Znokautował go, odbierając mu mistrzostwo świata wagi ciężkiej w kick-boxingu organizacji ISKA.
Ostatnią walkę w organizacji K-1 stoczył październiku 2012 roku na gali K-1 World Grand Prix 2012 Final 16 w Tokio. Zmierzył się wtedy z Cătălinem Moroșanu, a stawką walki był awans do Finału K-1 World Grand Prix. Polak został pokonany przez Rumuna przez jednogłośną decyzję sędziów.
W kwietniu 2015 roku Słowiński ogłosił zakończenie zawodowej kariery sportowej, wskazując na upadek K-1 i brak zainteresowania ze swojej strony dalszymi startami w MMA. W grudniu 2015 roku powrócił jednak na jeszcze jedną walkę w kick-boxingu, aby zmierzyć się z Zabitem Samiedowem na gali zorganizowanej w Groznym pod patronatem Ramzana Kadyrowa. Słowiński przegrał przez jednogłośną decyzję i definitywnie zakończył karierę.

## Kariera MMA
Na przełomie 2010-2011 roku rozpoczął przekrojowe treningi MMA. Na początku 2011 roku podpisał kontrakt z polską organizacją KSW. Do jego debiutanckiej walki miało dojść 19 marca 2011 roku na gali KSW 15. Rywalem miał być inny polski kickbokser Marcin Różalski. Do pojedynku jednak nie doszło, gdyż Słowiński wycofał się z walki na kilka tygodni przed galą, powołując się na przyczyny osobiste.
Ostatecznie Słowiński zadebiutował w MMA we wrześniu 2013 roku w Australii, pokonując na lokalnej gali MMA Down Under 4 Leamy'ego Tato (do momentu walki ze Słowińskim rekord 2-3) przez nokaut w 1. rundzie. Polak trafił rywala wysokim kopnięciem w głowę i skończył walkę serią ciosów przy siatce. Wcześniej Słowiński wznowił rozmowy z KSW i podpisał ponownie kontrakt na walkę z Marcinem Różalskim. Odbyła się ona 28 września 2013 roku na gali KSW 24. Słowiński przegrał przez poddanie w 1. rundzie. Pół roku później na gali KSW 26 stoczył on swoją trzecią i ostatnią zawodową walkę MMA, przegrywając w Warszawie przez szybki nokaut w 1. rundzie z Michałem Andryszakiem.

## Osiągnięcia

### Kick-boxing
- 2011: Mistrz Świata ISKA w wadze ciężkiej
- 2010: K-1 GP Oceanii w Canberze − 2. miejsce
- 2009: Mistrz magazynu International Kickboxer w wadze superciężkiej
- 2007: K-1 World Grand Prix w Amsterdamie (GP Europy)
- 2007: Mistrz Świata WMC w wadze superciężkiej
- 2006: K-1 World Grand Prix w Auckland (GP Oceanii)
- 2005: Mistrz Świata WMC w wadze ciężkiej
- 2003: Mistrz Świata WMC w wadze ciężkiej
- 2002: Mistrz Świata WMC w wadze juniorciężkiej
- 2001: Mistrz Świata WMC w wadze półciężkiej
- 1999: Mistrz Australii IAMTF w wadze superpółciężkiej
- 1999: King's Birthday Cup Amateur Champion

## Lista walk w kick-boxingu
| Wynik     | Bilans  | Przeciwnik           | Rozstrzygnięcie                                   | Runda | Czas | Rozgrywki                                     | Data       | Miejsce     | Uwagi                                                    |
| --------- | ------- | -------------------- | ------------------------------------------------- | ----- | ---- | --------------------------------------------- | ---------- | ----------- | -------------------------------------------------------- |
| Przegrana | 68-18-1 | Ben Edwards          | Decyzja                                           | 3     | 3:00 | Capital Punishment 7                          | 23.03.2013 | Canberra    |                                                          |
| Wygrana   | 68-17-1 | Nato Lauui           | Decyzja (jednogłośna)                             | 3     | 3:00 | Kings of Kombat 8                             | 08.12.2012 | Australia   |                                                          |
| Wygrana   | 67-17-1 | Antz Nansen          | KO (kopnięcia na korpus)                          | 2     | ?    | Knees of Fury 39                              | 17.11.2012 | Adelaide    |                                                          |
| Przegrana | 66-17-1 | Cătălin Moroșanu     | Decyzja (jednogłośna)                             | 3     | 3:00 | K-1 World Grand Prix 2012 in Tokyo – Final 16 | 14.10.2012 | Tokio       | Pierwsza runda K-1 World Grand Prix 2012                 |
| Wygrana   | 66-16-1 | Steve Banks          | Decyzja                                           | 3     | 3:00 | Capital Punishment 6                          | 25.08.2012 | Canberra    |                                                          |
| Wygrana   | 65-16-1 | Steve Banks          | TKO (niskie kopnięcia)                            | 3     | ?    | Knees Of Fury 36                              | 22.02.2012 | Mile End    |                                                          |
| Wygrana   | 64-16-1 | Chris Knowles        | TKO (niskie kopnięcia)                            | 1     | ?    | Knees Of Fury 35                              | 26.11.2011 | Mile End    |                                                          |
| Wygrana   | 63-16-1 | Steve Banks          | KO (cios w korpus)                                | 3     | ?    | Knees Of Fury 34                              | 16.09.2011 | Mile End    |                                                          |
| Wygrana   | 62-16-1 | Peter Graham         | KO                                                | 3     | ?    | Kings of Kombat 4                             | 20.08.2011 | Keysborough | Zdobył mistrzostwo ISKA w wadze ciężkiej                 |
| Wygrana   | 61-16-1 | Thor Hoopman         | TKO (walka zatrzymana przez sędziego)             | 1     | 2:58 | Knees Of Fury 32: Revenge                     | 26.02.2011 | Mile End    |                                                          |
| Wygrana   | 60-16-1 | Carter Williams      | KO (prawy sierpowy)                               | 2     | ?    | Kings of Kombat 2                             | 15.12.2010 | Keysborough |                                                          |
| Wygrana   | 59-16-1 | Andre Meunier        | KO (lewe kopnięcie okrężne w głowę)               | 1     | 0:43 | Knees Of Fury 31                              | 13.11.2010 | Adelaide    |                                                          |
| Wygrana   | 58-16-1 | Sio Vitale           | KO (lewe kopnięcie okrężne w głowę)               | 1     | 1:40 | Kings of Kombat                               | 29.08.2010 | Keysborough |                                                          |
| Przegrana | 57-16-1 | Ben Edwards          | KO (prawy sierpowy / 3 nokdauny)                  | 1     | 0:59 | K-1 Oceania GP 2010                           | 10.07.2010 | Canberra    | Finał turnieju                                           |
| Wygrana   | 57-15-1 | Cedric Kongaika      | TKO (walka zatrzymana przez sędziego)             | 3     | 1:16 | K-1 Oceania GP 2010                           | 10.07.2010 | Canberra    | Półfinał turnieju                                        |
| Wygrana   | 56-15-1 | Sio Vitale           | KO (lewe kopnięcie okrężne w korpus / 2 nokdauny) | 1     | 2:52 | K-1 Oceania GP 2010                           | 10.07.2010 | Canberra    | Ćwierćfinał turnieju                                     |
| Przegrana | 55-15-1 | Steve McKinnon       | Decyzja (niejednogłośna)                          | 3     | 3:00 | Last Man Standing 2                           | 09.06.2010 | Melbourne   | Półfinał turnieju                                        |
| Wygrana   | 55-14-1 | Eric Nosa            | KO (lewe kopnięcie okrężne w głowę)               | 1     | 1:23 | Last Man Standing 2                           | 09.06.2010 | Melbourne   | Walka rezerwowa                                          |
| Wygrana   | 54-14-1 | Konstantīns Gluhovs  | KO (prawy sierpowy)                               | 2     | 0:59 | K-1 World Grand Prix 2010 w Warszawie         | 28.03.2010 | Warszawa    |                                                          |
| Przegrana | 53-14-1 | Hesdy Gerges         | Decyzja (jednogłośna)                             | 3     | 3:00 | Ring Sensation Championship: Uprising 12      | 09.01.2010 | Rotterdam   |                                                          |
| Przegrana | 53-13-1 | Thor Hoopman         | Decyzja (jednogłośna)                             | 5     | 3:00 | Knees Of Fury 27                              | 14.11.2009 | Mile End    |                                                          |
| Wygrana   | 53-12-1 | Ben Edwards          | TKO (niskie kopnięcie)                            | 3     | 1:20 | Evolution 18                                  | 09.10.2009 | Melbourne   | Zdobył mistrzostwo IK w wadze superciężkiej              |
| Wygrana   | 52-12-1 | Patrice Quarteron    | KO (lewy sierpowy)                                | 2     | 1:55 | Champions of Champions 2                      | 26.06.2009 | Montego Bay | Obronił mistrzostwo WMC w wadze superciężkiej            |
| Przegrana | 51-12-1 | Melvin Manhoef       | KO (lewy sierpowy)                                | 1     | 2:26 | Finał K-1 World Grand Prix 2008               | 06.12.2008 | Tokio       | Druga walka rezerwowa                                    |
| Wygrana   | 51-11-1 | Domagoj Ostojić      | KO                                                | 1     | ?    | Angels of Fire IV Against All Odds            | 15.11.2008 | Płock       |                                                          |
| Przegrana | 50-11-1 | Remy Bonjasky        | Decyzja (jednogłośna)                             | 3     | 3:00 | K-1 World Grand Prix 2008 Final 16            | 27.09.2008 | Seul        | Walka eliminacyjna                                       |
| Wygrana   | 50-10-1 | Aziz Jahjah          | KO (prawy sierpowy / 3 nokdauny)                  | 3     | 1:53 | K-1 World Grand Prix 2008 in Hawaii           | 09.08.2008 | Honolulu    |                                                          |
| Wygrana   | 49-10-1 | Antonin Dušek        | TKO (walka zatrzymana przez lekarza)              | 2     | 3:00 | Mistrzostwa Europy IFMA-EMF w Muay Thai 2008  | 28.06.2008 | Zgorzelec   | Obronił mistrzostwo WMC w wadze superciężkiej            |
| Przegrana | 48-10-1 | Gökhan Saki          | KO (lewy prosty)                                  | 1     | 2:40 | K-1 World Grand Prix 2008 w Amsterdamie       | 26.04.2008 | Amsterdam   |                                                          |
| Wygrana   | 48-9-1  | Mighty Mo            | KO (niskie kopnięcie)                             | 2     | 0:50 | Finał K-1 World Grand Prix 2007               | 08.12.2007 | Jokohama    | Walka rezerwowa                                          |
| Przegrana | 47-9-1  | Semmy Schilt         | KO (cios kolanem)                                 | 1     | 2:26 | K-1 World Grand Prix 2007 Final 16            | 29.08.2007 | Seul        | Walka eliminacyjna                                       |
| Wygrana   | 47-8-1  | Faisal Zakarija      | TKO (niskie kopnięcie)                            | 4     | 0:08 | Fists of Fury                                 | 28.07.2007 | Singapur    | Obronił mistrzostwo WMC w wadze superciężkiej            |
| Wygrana   | 46-8-1  | Björn Bregy          | KO (prawy sierpowy)                               | 2     | 2:25 | K-1 World Grand Prix 2007 w Amsterdamie       | 23.06.2007 | Amsterdam   | Finał turnieju                                           |
| Wygrana   | 45-8-1  | Zabit Samiedow       | KO (niskie kopnięcie / 2 nokdauny)                | 1     | 3:00 | K-1 World Grand Prix 2007 w Amsterdamie       | 23.06.2007 | Amsterdam   | Półfinał turnieju                                        |
| Wygrana   | 44-8-1  | Hiromi Amada         | KO (niskie kopnięcie / 2 nokdauny)                | 1     | 1:50 | K-1 World Grand Prix 2007 w Amsterdamie       | 23.06.2007 | Amsterdam   | Ćwierćfinał turnieju                                     |
| Wygrana   | 43-8-1  | Abbas Asaraki        | TKO (niskie kopnięcie)                            | 2     | 2:21 | Fury in Macau                                 | 02.06.2007 | Makau       | Obronił mistrzostwo WMC w wadze superciężkiej            |
| Przegrana | 42-8-1  | Badr Hari            | Decyzja (jednogłośna)                             | 3     | 3:00 | Finał K-1 World Grand Prix 2006               | 02.12.2006 | Tokio       | Walka dodatkowa                                          |
| Wygrana   | 42-7-1  | Xhavit Bajrami       | Decyzja                                           | 5     | 3:00 | Xplosion Macau                                | 11.11.2006 | Makau       | Zdobył mistrzostwo WMC w wadze superciężkiej             |
| Przegrana | 41-7-1  | Glaube Feitosa       | Decyzja (jednogłośna)                             | 3     | 3:00 | K-1 World Grand Prix 2006 Opening Round       | 30.09.2006 | Osaka       | Walka eliminacyjna                                       |
| Wygrana   | 41-6-1  | Tatsufumi Tomihira   | Decyzja (jednogłośna)                             | 3     | 3:00 | K-1 World Grand Prix 2006 in Sapporo          | 30.07.2006 | Sapporo     |                                                          |
| Przegrana | 40-6-1  | Aleksandr Ustinow    | KO (lewy sierpowy w korpus)                       | 2     | 2:55 | Mars                                          | 24.04.2006 | Seul        |                                                          |
| Wygrana   | 40-5-1  | Jason Suttie         | KO (lewe kopnięcie okrężne w głowę)               | 2     | 1:45 | K-1 World Grand Prix 2006 w Auckland          | 05.03.2006 | Auckland    | Finał turnieju                                           |
| Wygrana   | 39-5-1  | Peter Graham         | KO (niskie kopnięcie / 2 nokdauny)                | 2     | 1:42 | K-1 World Grand Prix 2006 w Auckland          | 05.03.2006 | Auckland    | Półfinał turnieju                                        |
| Wygrana   | 38-5-1  | Rony Sefo            | Dezycja (jednogłośna)                             | 3     | 3:00 | K-1 World Grand Prix 2006 w Auckland          | 05.03.2006 | Auckland    | Ćwierćfinał turnieju                                     |
| Wygrana   | 37-5-1  | Abdumalik Gadzhiev   | KO (niskie kopnięcie)                             | 2     | ?    | Knees Of Fury 12                              | 02.02.2006 | Adelaide    |                                                          |
| Wygrana   | 36-5-1  | Yuuki Niimura        | KO                                                | 2     | ?    | KOMA GP                                       | 22.12.2005 | Tokio       | Finał turnieju                                           |
| Wygrana   | 35-5-1  | Kanenobu             | KO                                                | 2     | ?    | KOMA GP                                       | 22.12.2005 | Tokio       | Półfinał turnieju                                        |
| Wygrana   | 34-5-1  | Soo Kyong            | KO                                                | 1     | ?    | KOMA GP                                       | 22.12.2005 | Tokio       | Ćwierćfinał turnieju                                     |
| Wygrana   | 33-5-1  | Ben Edwards          | KO                                                | 2     | ?    | K-1 Kings of Oceania 2005 Round 3             | 10.12.2005 | Gold Coast  |                                                          |
| Przegrana | 32-5-1  | Jason Suttie         | KO (lewy sierpowy)                                | 3     | ?    | Knees Of Fury 11                              | 04.11.2005 | Adelaide    |                                                          |
| Wygrana   | 32-4-1  | Daniel Tai           | TKO                                               | 2     | ?    | K-1 Kings of Oceania 2005 Round 2             | 08.10.2005 | Auckland    |                                                          |
| Wygrana   | 31-4-1  | Kwan Yoon Sup        | KO (niskie kopnięcie)                             | 1     | 0:38 | Titans 2nd                                    | 22.08.2005 | Tokio       |                                                          |
| Wygrana   | 30-4-1  | Sydney Asiata        | KO (lewy sierpowy)                                | 1     | ?    | K-1 Kings of Oceanai 2005 Round 1             | 10.07.2005 | Auckland    |                                                          |
| Wygrana   | 29-4-1  | Ryu                  | TKO (walka zatrzymana przez lekarza)              | 2     | 3:00 | K-1 Challenge 2005 Xplosion X                 | 25.06.2005 | Gold Coast  |                                                          |
| Wygrana   | 28-4-1  | Ricardo van den Bos  | TKO (poddanie przez narożnik)                     | 1     | 0:05 | Knees Of Fury 10                              | 18.05.2005 | Mile End    | Finał turnieju / zdobył mistrzostwo WMC w wadze ciężkiej |
| Wygrana   | 27-4-1  | Roger Izonritei      | TKO (poddanie przez narożnik)                     | 2     | 2:30 | Knees Of Fury 10                              | 18.05.2005 | Mile End    | Półfinał turnieju                                        |
| Wygrana   | 26-4-1  | Andrew Peck          | KO (prawy sierpowy)                               | 1     | 2:00 | Knees Of Fury 10                              | 18.05.2005 | Mile End    | Ćwierćfinał turnieju                                     |
| Wygrana   | 25-4-1  | Rony Sefo            | Decyzja (niejednogłośna)                          | 3     | 3:00 | Battle of the Anzacs II                       | 30.04.2005 | Auckland    |                                                          |
| Wygrana   | 24-4-1  | Mohammad Reza        | KO (cios łokciem)                                 | 2     | ?    | Knees Of Fury IX                              | 11.03.2005 | Adelaide    |                                                          |
| Wygrana   | 23-4-1  | Chris Chrisopoulides | Decyzja                                           | 3     | 3:00 | K-1 Challenge 2004 Oceania vs. World          | 18.12.2004 | Gold Coast  |                                                          |
| Przegrana | 22-4-1  | Aleksiej Ignaszow    | Decyzja (jednogłośna)                             | 3     | 3:00 | Titans 1st                                    | 06.11.2004 | Kitakyūshū  |                                                          |
| Wygrana   | 22-3-1  | Matt Samoa           | KO                                                | 2     | ?    | Knees Of Fury VIII                            | 15.10.2004 | Adelaide    |                                                          |
| Przegrana | 21-3-1  | Jörgen Kruth         | Decyzja                                           | 5     | 3:00 | SM Thaiboxing Gala                            | 05.09.2004 | Sztokholm   | Walka o mistrzostwo WMC w wadze superciężkiej            |
| Przegrana | 21-2-1  | Peter Graham         | Decyzja                                           | 3     | 3:00 | Kings of Oceania 2004                         | 16.07.2004 | Auckland    | Półfinał turnieju                                        |
| Wygrana   | 21-1-1  | Sio Vitale           | Decyzja                                           | 3     | 3:00 | Kings of Oceania 2004                         | 16.07.2004 | Auckland    | Ćwierćfinał turnieju                                     |
| Wygrana   | 20-1-1  | Rony Sefo            | Decyzja                                           | 5     | 3:00 | Knees Of Fury VII                             | 18.06.2004 | Adelaide    |                                                          |
| Wygrana   | 19-1-1  | Andrew Peck          | KO (prawy sierpowy)                               | 1     | ?    | Battle of the Anzacs 2004                     | 23.04.2004 | Auckland    |                                                          |
| Wygrana   | 18-1-1  | Sio Vitale           | TKO (walka zatrzymana przez sędziego)             | 4     | 2:36 | Knees Of Fury VI                              | 19.03.2004 | Adelaide    |                                                          |
| Wygrana   | 17-1-1  | Lee Hyo-phil         | KO                                                | ?     | ?    | Into the Fire 2/2                             | 20.12.2003 | Seul        |                                                          |
| Remis     | 16-1-1  | Chris Chrisopoulides | Remis                                             | 5     | 3:00 | Knees Of Fury V                               | 07.11.2003 | Adelaide    |                                                          |
| Porażka   | 16-1    | Mitch O'Hello        | KO (prawy sierpowy)                               | 1     | 1:12 | K-1 World Grand Prix 2003 w Melbourne         | 27.07.2003 | Melbourne   | Ćwierćfinał turnieju                                     |
| Wygrana   | 16-0    | Jörgen Kruth         | TKO (cios łokciem)                                | 1     | ?    | Knees Of Fury IV                              | 15.06.2003 | Melbourne   |                                                          |
| Wygrana   | 15-0    | Clay Aumitagi        | TKO (poddanie przez narożnik)                     | 3     | ?    | License 2 Thrill                              | 24.04.2003 | Australia   |                                                          |
| Wygrana   | 14-0    | Aschab Gorbakow      | TKO                                               | 3     | ?    |                                               | 14.03.2003 | Adelaide    | Zdobył mistrzostwo WMC w wadze ciężkiej                  |
| Wygrana   | 13-0    | Koji Iga             | TKO (walka zatrzymana przez sędziego)             | 3     | 1:40 | Shootboxing: The Age of "S" Vol.5             | 05.11.2002 | Tokio       |                                                          |
| Wygrana   | 12-0    | Daniel Paora         | TKO (walka zatrzymana przez sędziego)             | 3     | ?    | KB4                                           | 21.09.2002 | Rooty Hill  |                                                          |
| Wygrana   | 11-0    | Louk Thong           | TKO                                               | ?     | ?    | South Australia vs Thailand                   | 14.06.2002 | Adelaide    |                                                          |
| Wygrana   | 10-0    | Nokweed Davy         | KO (kopnięcie okrężne w głowę)                    | 4     | ?    | Chaweng Stadium                               | 07.05.2002 | Bangkok     |                                                          |
| Wygrana   | 9-0     | Nokweed Davy         | KO (ciosy pięściami)                              | 2     | ?    | Kanchanaburi Stadium                          | 23.04.2002 | Bangkok     |                                                          |
| Wygrana   | 8-0     | Louk Thong           | KO (ciosy pięściami)                              | 4     | ?    | Chewang Stadium                               | 09.04.2002 | Bangkok     | Zdobył mistrzostwo WMC w wadze juniorciężkiej            |
| Wygrana   | 7-0     | Faisal Zakarija      | TKO (niskie kopnięcie)                            | 3     | ?    |                                               | 23.12.2001 | Bangkok     | Zdobył mistrzostwo WMC w wadze półciężkiej               |
| Wygrana   | 6-0     | Steve McKinnon       | KO (lewe kopnięcie okrężne w głowę)               | 3     | 1:52 | JNI Promotions                                | 01.09.2001 | Sydney      |                                                          |
| Wygrana   | 5-0     | Nathan Corbett       | Decyzja                                           | 3     | 3:00 | Light Heavyweight Super 8                     | 12.05.2001 | Brisbane    | Finał turnieju                                           |
| Wygrana   | 4-0     | Aaron Boyes          | ?                                                 | ?     | ?    | Light Heavyweight Super 8                     | 12.05.2001 | Brisbane    | Półfinał turnieju                                        |
| Wygrana   | 3-0     | Matt McConachy       | ?                                                 | ?     | ?    | Light Heavyweight Super 8                     | 12.05.2001 | Brisbane    | Ćwierćfinał turnieju                                     |
| Wygrana   | 2-0     | John Wyborne         | KO                                                | ?     | ?    | Thailand vs West Australia                    | 2000       | Perth       |                                                          |
| Wygrana   | 1-0     | Brett Dalton         | Decyzja                                           | 5     | 3:00 | Thai Consul General's Cup                     | 1999       | Perth       | Debiut w kick-boxingu                                    |

## Lista walk w MMA
| Wynik     | Bilans | Przeciwnik (bilans przed walką) | Rozstrzygnięcie                          | Runda | Czas | Rozgrywki                     | Data       | Miejsce  | Uwagi        |
| --------- | ------ | ------------------------------- | ---------------------------------------- | ----- | ---- | ----------------------------- | ---------- | -------- | ------------ |
| Przegrana | 1-2    | Michał Andryszak (11-3)         | TKO (ciosy pięściami)                    | 1     | 1:06 | KSW 26: Materla vs. Silva III | 22.03.2014 | Warszawa |              |
| Przegrana | 1-1    | Marcin Różalski (3-2)           | Poddanie (duszenie zza pleców)           | 1     | 4:55 | KSW 24: Starcie Gigantów      | 28.09.2013 | Łódź     | Debiut w KSW |
| Wygrana   | 1-0    | Leamy Tato (2-3)                | KO (wysokie kopnięcie i ciosy pięściami) | 1     | 2:30 | MMA Downunder 4               | 21.09.2013 | Adelaide | Debiut w MMA |